# Lockheed Martin X-44 MANTA
Lockheed Martin X-44 MANTA (akronim za Multi-Axis No-Tail Aircraft - "Večosni brezrepni zrakoplov") je bil koncept letala, ki ga je predlagal ameriški Lockheed Martin. Krmiljenje po vseh treh oseh naj bi dosegli brez repnega dela (horizontalnega in vertikalnega). Za krmiljenje bi uporabljali izključno 3D usmerjevalnik potiska.Letalo je bilo bazirano na stealth lovcu F-22 Raptor, za razliko je imel večje delta krilo in nobenih repnih površin. X-44 naj bi zaradi odsotnosti repnih površin imel manjši radarski odtis.
Preden so ga preklicali so ga preučevali tudi pri USAF in NASI. Financiranje X-44 se je končalo leta 2000.